# Związek gmin Reichenbach an der Fils
Związek gmin Reichenbach an der Fils – związek gmin (niem. Gemeindeverwaltungsverband) w Niemczech, w kraju związkowym Badenia-Wirtembergia, w rejencji Stuttgart, w regionie Stuttgart, w powiecie Esslingen. Siedziba związku znajduje się w miejscowości Reichenbach an der Fils, przewodniczącym jego jest Bernhard Richter.
Związek gmin zrzesza cztery gminy wiejskie:
- Baltmannsweiler, 5 554 mieszkańców, 3,35 km²
- Hochdorf, 4 693 mieszkańców, 3,35 km²
- Lichtenwald, 2 441 mieszkańców, 10,65 km²
- Reichenbach an der Fils, 7 936 mieszkańców, 4,30 km²